# 지앤이타임즈
지앤이타임즈(gnetimes)는 지난 1997년 창간된 대한민국 에너지·환경 종합 신문이다.
GNE(지앤이)는 ‘GREEN ENERGY & ENVIRONMENT’의 이니셜로 석유와 가스, 전력, 에너지관리, 신재생에너지 등의 에너지를 비롯해 대기와 토양 등 환경 관련 분야를 취재 영역으로 삼고 있다는 메시지를 함축하고 있다.
오프라인과 온라인 매체를 동시에 발간중이며 정부와 국회, 지자체, 에너지 및 환경 산업체, 학계, 시민단체 등이 주요 구독자이며 ‘지앤이타임즈 LIVE’라는 유튜브 채널도 운영하고 있다.
또한 신문·잡지·웹사이트 등 매체량 공사기구인 한국 ABC(Audit Bureau of Certification)협회 회원사이다.